# 급취편

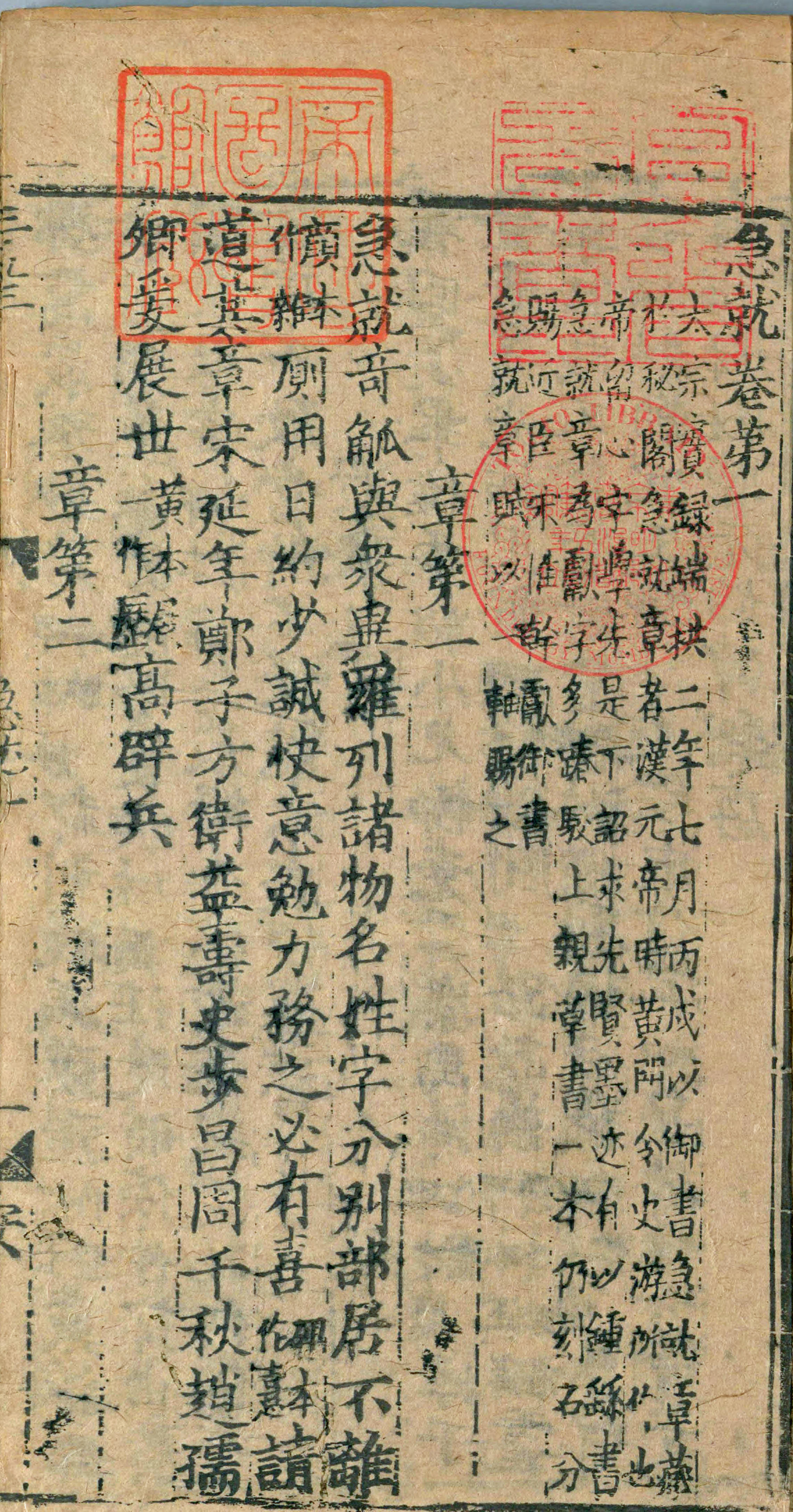
1340년판

《급취편》(急就篇)은 중국 전한 원제 때(재위 기간: 기원전 48년~기원전 33년)의 환관 사유(史遊)가 편찬한 문자교본이다. 현존하는 책은 총 34장으로 나뉘어 2144자가 실려 있다. 여기에 안사고가 주석을 달았으며, 왕응린이 안사고의 주석을 보충했다.